# Tisza Volán
La Tisza Volán, nota anche con la sigla TV, è l'azienda ungherese che svolge il servizio di trasporto pubblico con autobus tra la città di Seghedino e il suo comprensorio.

## Storia
La Tisza Volán è nata all'inizio del 1963 per gestire le autolinee in città, prima affidate ad un'altra società, la Szegedi Tömegközlekedési Társaság, che tuttora esercita il servizio tranviario e filoviario.

## Esercizio
L'azienda gestisce 42 linee di autobus, riconoscibili dalla livrea bianca.

## Sede legale
La sede è a Seghedino.